# Mijaíl Kuznetsov (triatleta)
Mijaíl Kuznetsov (24 de agosto de 1979) es un deportista kazajo que compitió en triatlón. Ganó una medalla de plata en el Campeonato Asiático de Triatlón de 2000.

## Palmarés internacional
| Campeonato Asiático | Campeonato Asiático | Campeonato Asiático | Campeonato Asiático |
| Año                 | Lugar               | Medalla             | Prueba              |
| ------------------- | ------------------- | ------------------- | ------------------- |
| 2000                | Gamagori (Japón)    | Medalla de plata    | Individual          |